# Адвокат отвъд закона
Адвокат отвъд закона (на корейски: 무법 변호사, на английски: Lawless Lawyer) е южнокорейски телевизионен сериал от 2018 г. с участието на И Джун Ги, Со Йе Джи, И Хе Йонг и Че Мин Су. Сериалът е написан от Юн Хьон Хо и режисиран от Ким Джин Мин. Поредицата се развива в измисления град Гисонг, който е описан като беззаконен и корумпиран.
Премиерата е на 12 май 2018 г. по tvN. Приключва на 1 юли 2018 г. с излъчването на 16-ия епизод. Сериалът е комерсиален хит и се превръща в една от най-високо оценените корейски драми в историята на телевизия tvN.

## Сюжет
Сериалът проследява историята на героите Бонг Санг Пил (И Джун Ги) и Ха Дже И (Со Йе Джи), които формират адвокатската кантора „Отвъд закона“.
Бонг Санг Пил е адвокат, който се бори с беззаконието и търси начин за отмъщение на хората с власт. Като дете става свидетел на смъртта на майка си, адвокат по човешките права, която е убита след разкриване на престъпление, в което са замесени съдията Ча Мун Сук и гангстерът Ан О Чо. За да се спаси, Санг Пил заминава за Сеул и израства под грижите на брата на майка си – Че Те Унг, който е начело на гангстерска банда.
През последните 18 години Санг Пил израства само с една-единствена цел в живота – да отмъсти за майка си. Всеки ден тренира бойни изкуства, а всяка нощ изучава правните книги. В крайна сметка се превръща в нечуван случай – гангстер, който става адвокат. Първоначално слага насилието пред закона, но постепенно се превръща в адвокат, който ползва бойни изкуства и рискува живота си, за да се изправи срещу неконтролираната власт.
Когато най-накрая решава, че е натрупал достатъчно сила и умения и моментът е настъпил, той напуска своя успешен и комфортен живот в Сеул и заминава за родния си град Гисонг. Там поема лихварски бизнес и го превръща в адвокатската кантора „Отвъд закона“. Сега адвокатът отвъд закона, който никога не е заставал на страната на справедливостта, поема по пътя на променящо живота отмъщение – залага всичко, за да се изправи срещу абсолютната власт в Гисонг.
Ха Дже И израства в бедно семейство и винаги е учила здраво. Стане ли въпрос за самодисциплина и усърдие, няма втора като нея. Преследвана е от болезнени детски спомени за изчезването на майка ѝ. През последните 18 години тя и баща ѝ Ха Ги Хо са я търсили неуморно, но безуспешно. Причината да стане адвокат, е да се събере отново с майка си. След като напада съдия, докато работи в Сеул и е уволнена, Дже И се завръща в родния си град Гисонг.
Там среща Санг Пил и започва да работи в неговата кантора „Отвъд закона“ като помощник-адвокат, за да върне дълговете на баща си.
Но това, което не знае, е, че работата със Санг Пил ще я поведе по пътя на истината – истина, която е важна както за нея, така и за Санг Пил. Тя ще се присъедини към неговото отмъщение, за да открият заедно гигантски облак от корупция, който е погълнал целия град Гисонг.

## Актьорски състав
- И Джун Ги – Бонг Санг Пил
- Со Йе Джи – Ха Дже И
- И Хе Йонг – Ча Мун Сук
- Че Мин Су – Ан О Чо
- Ким Бьонг Хи – Те Куанг Су
- Со Йе Хуа – Към Джа
- Йом Хе Рам – Нам Сун Джа
- Ча Чонг Уон – Канг Йон Хи
- И Де Йон – У Хьонг Ман
- Шин Ън Джонг – Че Джин Е
- Ан Не Санг – Че Те Унг
- Пак Хо Сан – Чонг Сънг Бом
- Пак Мин Чонг – Ю Кьонг Джин
- И Хан Уи – Ха Ки Хо
- Ким Куанг Кю – Конг Чанг Су

## Награди
На наградите StarHub Night of Stars през 2018 г. И Джун Ги печели приза за „Най-добра азиатска звезда – мъж“ за ролята си на Санг Пил в сериала.